# Blauwe Golf
Blauwe Golf is een term uit de scheepvaart. Het houdt in dat door bruggen centraal te bedienen schepen op hun vaartraject kunnen worden gevolgd en dat de bediening van de bruggen op elkaar kan worden afgestemd. Hierdoor is een  efficiëntere bediening mogelijk waardoor hinder en energieverbruik voor zowel het wegverkeer (open bruggen) als scheepvaartverkeer (gesloten bruggen) zoveel mogelijk wordt beperkt.

## Project
In 2021 is de testfase ingegaan voor het project "Zicht op de Scheepvaart" vanuit de provincie Noord-Holland. Hierbij worden er locatie- en bootgegevens geleverd vanuit navigatieapps van meerdere samenwerkende commerciële partijen. In Nederland zijn er enkele bedrijven die gespecialiseerd zijn in bootnavigatie voor niet-industriële toepassingen, zoals recreatie. Door deze stap zijn ook de kleinere boten zonder AIS -zender in zicht gekomen van overheden zodat er een compleet beeld ontstaat van de verwachte bedieningsverzoeken voor bruggen.
Vanaf 2021 is het systeem operationeel in de provincie Noord-Holland, met o.a. de volgende leveranciers:
- Waterkaarten Nederland
- Waterkaart Live
- WinGPS 5
- NavKid waterkaart